# Elisabeth Erm
Elisabeth Erm, född 1 februari 1993 i Tartu, Estland, är en estländsk fotomodell.